# Onthophagus yakuinsulanus
Onthophagus yakuinsulanus är en skalbaggsart som beskrevs av Takeshiko Nakane 1984. Onthophagus yakuinsulanus ingår i släktet Onthophagus och familjen bladhorningar. Inga underarter finns listade i Catalogue of Life.